# Vértessomló
Vértessomló je vas na Madžarskem, ki upravno spada pod podregijo Tatabányai Županije Komárom-Esztergom.